# میدان نفتی سرت
میدان نفتی سرت را می‌توان مهمترین میدان نفتی لیبی دانست. بیشترین نفت لیبی از چاه‌های منطقه سرت برداشت می‌شود که مشتمل بر ۱۶ میدان نفتی عظیم می‌باشد و ۸۰٪ از ذخایر اثبات‌شده نفتی لیبی در این ناحیه واقع شده است.